# Геліцени

Структурна формула гексагеліцену.

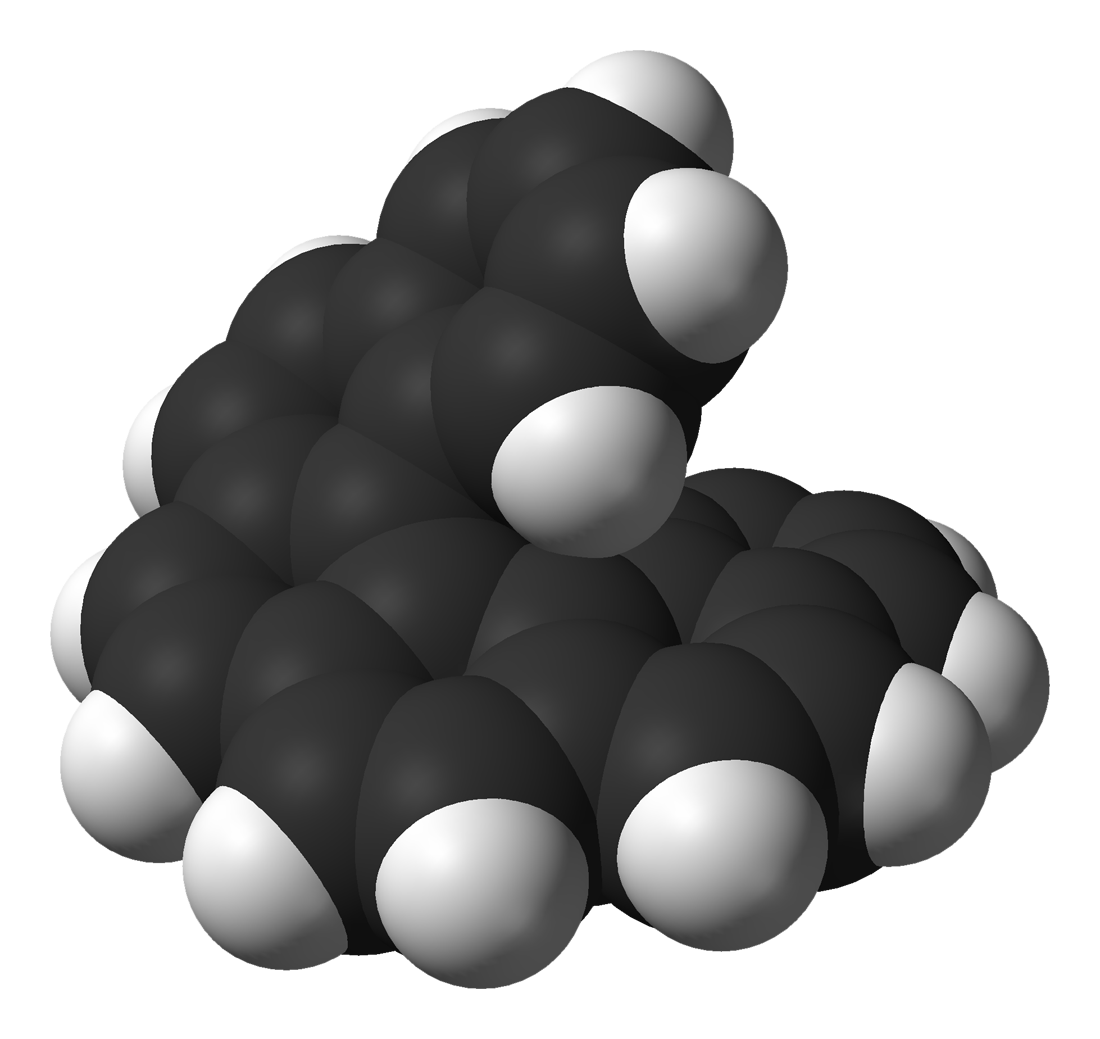
Гексагеліцен у 3D форматі.

Геліцени (рос. гелицены, англ. helicenes) — орто-конденсовані поліциклічні ароматичні сполуки, в яких усі кільця (мінімум 5) ангулярно розташовані таким чином, що утворюють спіралеподібні молекули, які через те є хіральними.